# Zaouiat Ahansal

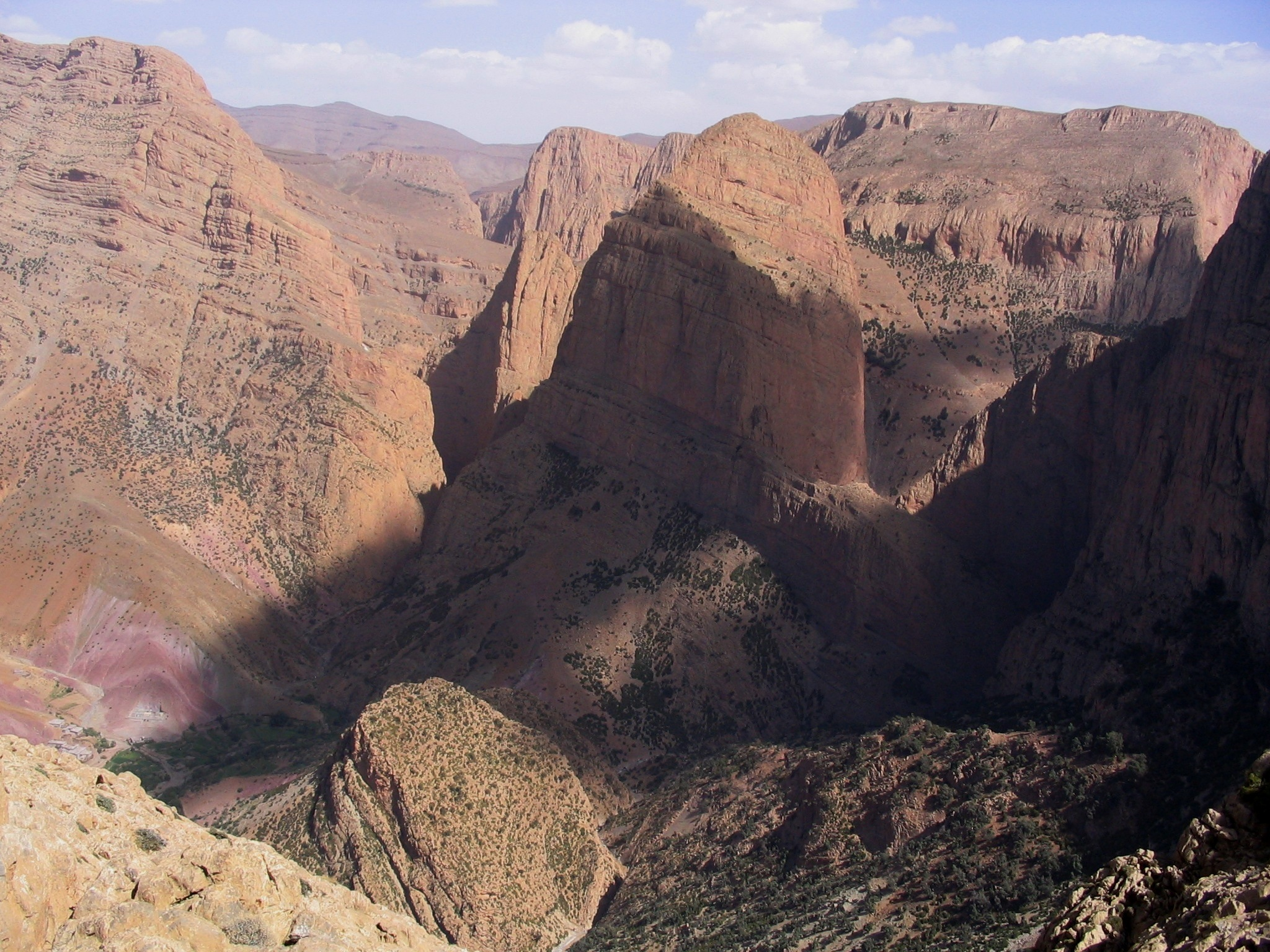
Berglandschaft (Canyon Taghya) bei Zaouiat Ahansal

Zaouiat Ahansal (Zentralatlas-Tamazight ⵣⴰⵡⵉⵜ ⴰⵃⵏⵚⴰⵍ) ist ein Berg- und Oasenort in einem abgelegenen Bergtal in der Provinz Azilal im Süden Marokkos. Zaouiat Ahansal ist zugleich Hauptort einer Landgemeinde (commune rurale) mit zahlreichen Oasendörfern und insgesamt etwa 11.500 Einwohnern.

## Lage und Klima
Der etwa 1580 m hoch gelegene Ort Zaouiat Ahansal liegt an der R302 im Tal des – zumeist ausgetrockneten – Assif Ahansal und ist etwa 65 km (z. T. Piste) in nordöstlicher Richtung von Tabant bzw. Timit im Südwesten des Aït Bougoumez-Tals entfernt; eine Weiterfahrt in Richtung Beni Mellal ist möglich. Das Klima ist meist warm und trocken; allerdings können die nächtlichen Temperaturen auch im Sommer unter 0 °C absinken; Regen (ca. 100–200 mm/Jahr) fällt hauptsächlich in den Monaten Januar bis März.

## Bevölkerung
Gemeinde
| Jahr      | 1994  | 2004   | 2014   | 2024   |
| Einwohner | 8.882 | 10.435 | 10.657 | 11.260 |

Die Einwohner von Ort und Gemeinde gehören zumeist Berber vom Stamm der Aït Atta. 

## Wirtschaft
Die Einwohner der Gemeinde leben in hohem Maße als Selbstversorger; angebaut werden Getreide, Bohnen und etwas Gemüse. Die Zucht von Schafen und Ziegen ist der dominierende Wirtschaftsfaktor.

## Geschichte
Gemäß der regionalen Überlieferung wurde der Ort im 14. Jahrhundert von einem gelehrten Mann mit Namen Sidi Said Ahansal gegründet, der in der abgelegenen Bergwelt eine Koranschule erbaute. Nach seinem Tode wurde er als Heiliger (marabout) oder Scheich (cheikh) verehrt; im Lauf der Zeit entstanden ein Mausoleum und eine Bruderschaft (zaouia).

## Sehenswürdigkeiten
- Einige traditionelle Lehmburgen (tighremts) sind noch erhalten.
- Montags ist Markttag (souk).

Umgebung
- Das Ahansal-Tal und seine Nebentäler gehören zu den wenig besuchten Attraktionen Südmarokkos.